# Progress MS-03
Chronologie
Progress MS-02 Progress MS-04
Progress MS-03 (en russe : Прогресс МС-03) est une mission de ravitaillement russe de la Station spatiale internationale (ISS/SSI), réalisée grâce au cargo russe éponyme Progress MS. Le décollage a eu lieu le 16 juillet 2016, depuis le cosmodrome de Baïkonour, au Kazakhstan, à l'aide d'un lanceur Soyouz U. Il s'agit du premier vaisseau Progress à embarquer une plateforme intégrée permettant l'éjection de microsatellites. Ce vaisseau est identifié par la NASA sous le nom Progress 64P. 

## Contexte
Le vaisseau cargo Progress fut développé en Union Soviétique dans les années 70, pour permettre le ravitaillement des équipages des stations Saliout, devant ainsi le premier vaisseau cargo de l'histoire. Développé sur la base du vaisseau habité Soyouz, dont il partage de nombreuses caractéristiques, il effectua son premier vol en 1978, vers la station Saliout 6. Par la suite, il desservira également la station Saliout 7, puis Mir. Dans les années 90, le cargo sera équipé d'une petite capsule permettant le retour de fret sur Terre, dénommée VBK-Radouga, qui fut utilisée à 10 reprises. Au début des années 2000, Progress M1-5 désorbita la station Mir, et les vols du cargo furent entièrement redirigés vers la desserte de la Station spatiale internationale.
Au fil des années, plusieurs versions du vaisseau furent développées. La version initiale 7K-TG initiale fut remplacée en 1989 par le Progress-M (« Modernisé »), qui verra l'ajout notable de panneaux solaires. En 2000, Progress-M1 verra le jour, conçu pour transporter plus de carburant, au détriment des autres ressources, il ne volera que durant 4 ans. En 2008, Progress M-M volera pour la première fois, avec ses nouveaux systèmes de bord numériques. Finalement, il sera remplacé par le Progress MS, disposant de diverses améliorations, telles que :
- L'ajout d'un compartiment externe permettant l'éjection de microsatellites et CubeSats. C'est le vol de Progress MS-03 qui sera le premier à l'utiliser.
- Le remplacement du système radio Kvant-V ukrainien par un Système de Commandes et de Télémétrie Unifié (EKTS).
- L'amélioration de la protection contre les micrométéorites, et l'ajout de systèmes de secours pour le mécanisme d'amarrage.

## Mission

### Préparation, lancement et amarrage

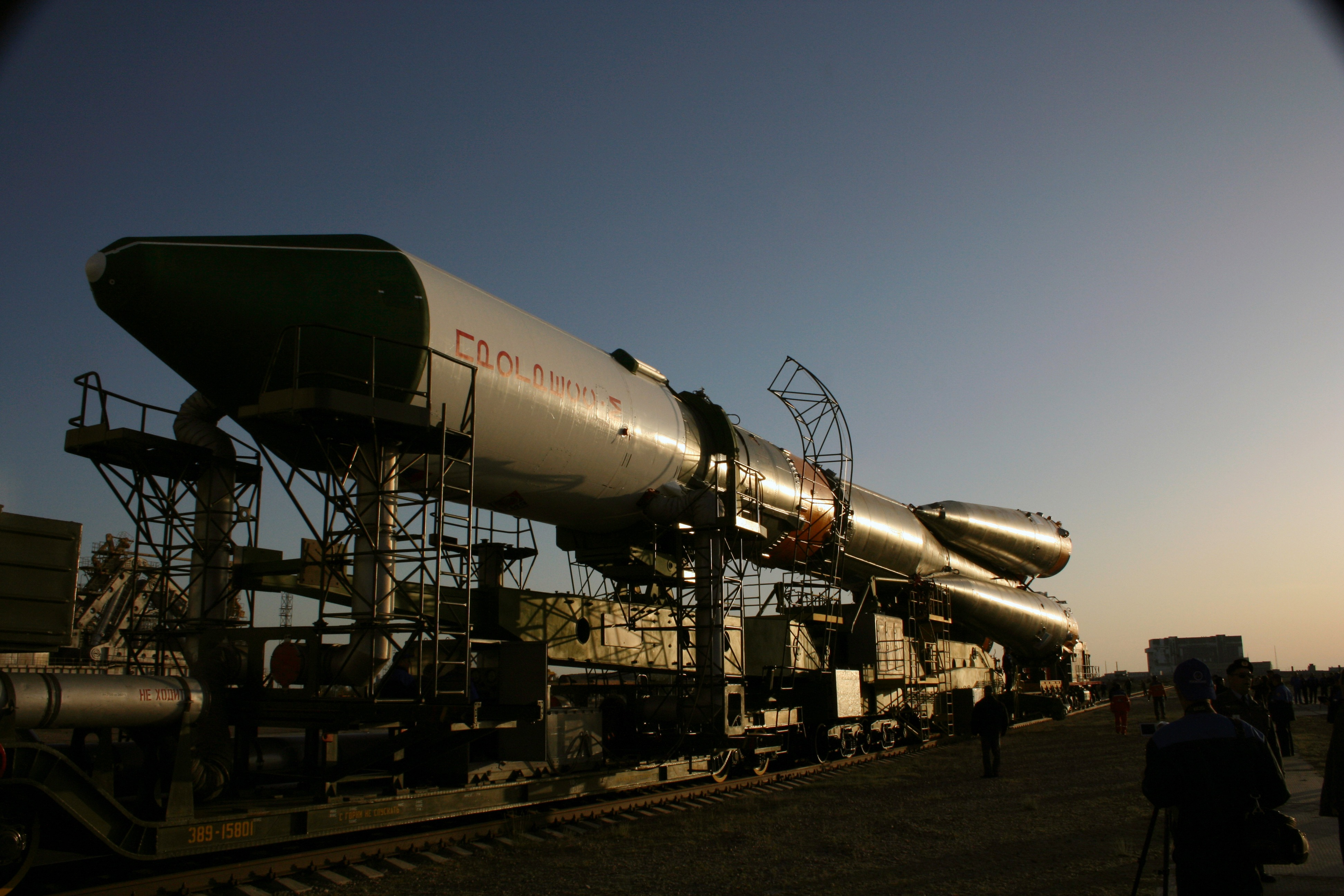
Un lanceur Soyouz U en 2007.

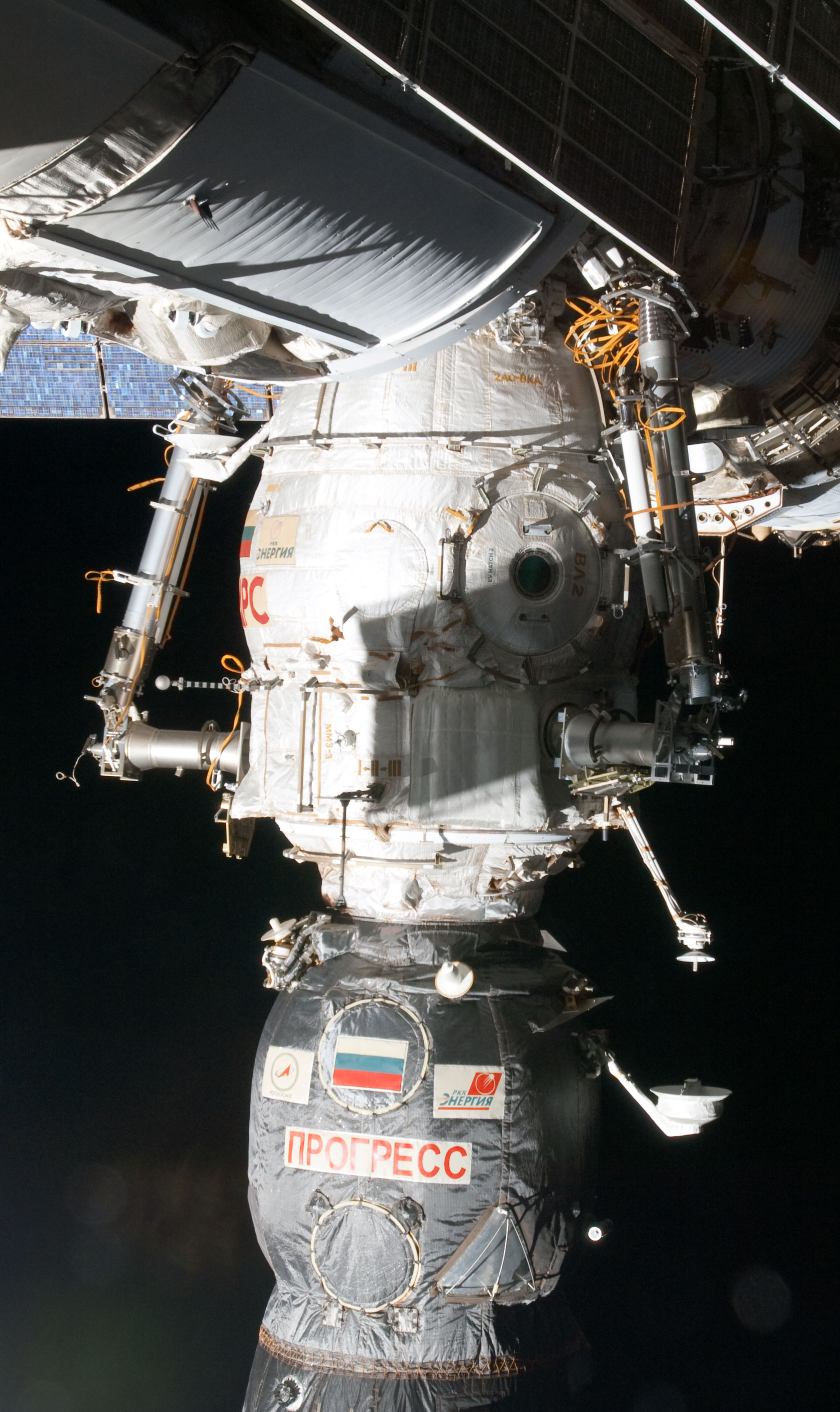
En haut, le module Pirs auquel Progress MS-03 s'est amarré.

Le décollage devait se dérouler le 30 avril 2016, mais fut retardé, car la mission Soyouz MS-01, qui était prioritaire, avait, elle aussi, prit du retard. Après quelques retards supplémentaires, c'est finalement le 16 juillet 2016 que Progress MS-03 décolla du Site 31/6 du cosmodrome de Baïkonour, sous la coiffe d'un lanceur Soyouz U. Le vaisseau cargo est resté deux jours dans l'espace avant de s’amarrer à l'ISS, car il ne représente que la troisième mission de ce nouveau type de cargo Progress, Progress MS. Cela permit aux ingénieurs de réaliser des tests et de vérifier le bon fonctionnement du Progress (la procédure habituelle comprenant un amarrage en six heures). 
Ce fut alors la première fois que deux vaisseaux cargo en cours de route vers l'ISS étaient dans l'espace simultanément puisque le vaisseau Dragon CRS-09 de la firme américaine SpaceX décolla le 18 juillet.
Le Progress s'est amarré au port nadir (côté Terre) du module Pirs le 19 juillet à 00h20 TU. Il contenait alors :
- 705 kg de carburant, utilisé pour rehausser l'ISS sur son orbite,
- 420 kg d'eau,
- 50 kg d'oxygène et d'air,
- 22 kg de cargo envoyé pour le compte de la NASA,
- 1 230 kg de diverses pièces de rechange.

### Fin de mission
Le vaisseau cargo s'est désamarré du module Pirs le 31 janvier 2017, à 14h25 TU. Progress MS-03 a ensuite allumé son moteur de freinage durant trois minutes, avant qu'il ne rentre dans l'atmosphère terrestre à 18h10 TU, mettant fin à la mission.